# Алексіївка (Краснознаменський район)
Алексіївка (рос. Алексеевка) — селище Краснознаменського району, Калінінградської області Росії. Входить до складу Краснознаменського міського округу.
Населення — 199 осіб (2015 рік).

## Населення
| 2002 | 2010 |
| ---- | ---- |
| 178  | ↗199 |